# 蘇格爾里奇鎮區 (印地安納州克萊縣)
蘇格爾里奇鎮區（英語：Sugar Ridge Township）是位於美國印地安納州克萊縣的一個行政鎮區。

## 地方資料
根據2010年美國人口普查的數據，蘇格爾里奇鎮區的面積為73.10平方千米，當中陸地面積為71.80平方千米，而水域面積為1.30平方千米。當地共有人口939人，而人口密度為每平方千米12.85人。